# Серафим (Битюков)
Архимандри́т Серафи́м (в миру Сергей Михайлович Битюков или Батюков; 1878—1942) — русский катакомбный священнослужитель.

## Биография
Родился в семье московских мещан 15 марта 1878 года[по какому календарю?]. У него был брат Леонид, а также сёстры, Антонина и Анна.
Окончил 4 класса Александровского коммерческого училища, но в 1894 году покинул его — «по неуспешности». До 1920 года он служил конторщиком, бухгалтером, заведующим конторой в «Товариществе Озёрской мануфактуры Моргунова и Щербаковых». В это же время, по словам А. Меня, он посещал Оптину пустынь, слушал лекции в московской духовной академии, изучал богословие и святоотеческую литературу. В 1919 году был рукоположен во священника и несколько месяцев служил вместе с Иоанном Кедровым в храме Воскресения в Сокольниках.
С 1920 года работал в библиотеке Румянцевского музея. В этом же году он получил назначение настоятелем в храм мучеников Кира и Иоанна на Солянке. В 1922 году он принял монашество с именем Серафим, а в конце 1926 года был возведён в сан архимандрита.
По воспоминаниям современницы 

Служба была, как в монастырях, без всяких сокращений, много времени уходило на исповедь, а народу все прибывало. Батюшка относился к храму и богослужению с великим благоговением, для него это был Дом Божий не на словах, а на деле. Такого же отношения требовал от всех, начиная с алтаря и певчих. Не допускал никакого шума, никаких разговоров и толкучки ... не ощущалась разница между своими и пришлыми. Все требы совершались бесплатно по настоянию батюшки, т.к. это был храм „бессребреников“
— Корнеева В. Я. Воспоминания о храме свв. бессребреников Кира и Иоанна на Солянке / Катакомбы XX века. — М., 2001. — С. 253.
28 апреля 1925 года отец Серафим был арестован на квартире где жил (Яузский мост, Успенский переулок, д. 1 кв. 8), — по обвинению в антисоветской деятельности. По материалам следственного дела он не отрицал, что участвовал в миссионерских беседах, проводимых священномучеником Романом Медведем после богослужения. Через три месяца был освобождён из Бутырском тюрьмы.
Крайне отрицательно восприняв Декларацию митрополита Сергия, архимандрит Серафим в июле 1928 года перешёл на нелегальное положение. До 1930 года он скрывался на Шереметьевской, затем некоторое время жил в Загорске: сначала у С. И. Фуделя, затем — у дивеевской монахини Сусанны (Ксении Ивановны Гришановой) и её сестры, монахини Никодимы. В этом доме, в маленькой комнате, перед  иконой  Иверской  Божией  Матери, был поставлен алтарь и служилась литургия. Здесь бывали и совершали богослужение многие духовные лица и, в частности, духовный руководитель архимандрита Серафима епископ Афанасий (Сахаров).
В этот период своего служения в катакомбной церкви им был крещён Александр Мень, который впоследствии напишет о своём духовном отце: «В своей пастырской деятельности о. Серафим, как и отцы Мечёвы руководствовался советами оптинского старца Нектария». Перед смертью архимандрит Серафим пожелал исповедовать Александра Меня в первый раз, хотя ему не было ещё семи лет.
Скончался 19 февраля 1942 года. Похоронили его в подполе дома, под тем местом, где находился Престол тайного храма. Год спустя, после разгрома загорской общины, гроб с телом архимандрита Серафима был выкопан сотрудниками МГБ. Спустя много лет состоялось новое перезахоронение: из общей братской могилы останки были перенесены в отдельную могилу на кладбище в Сергиевом Посаде.